# Ajuste estacional

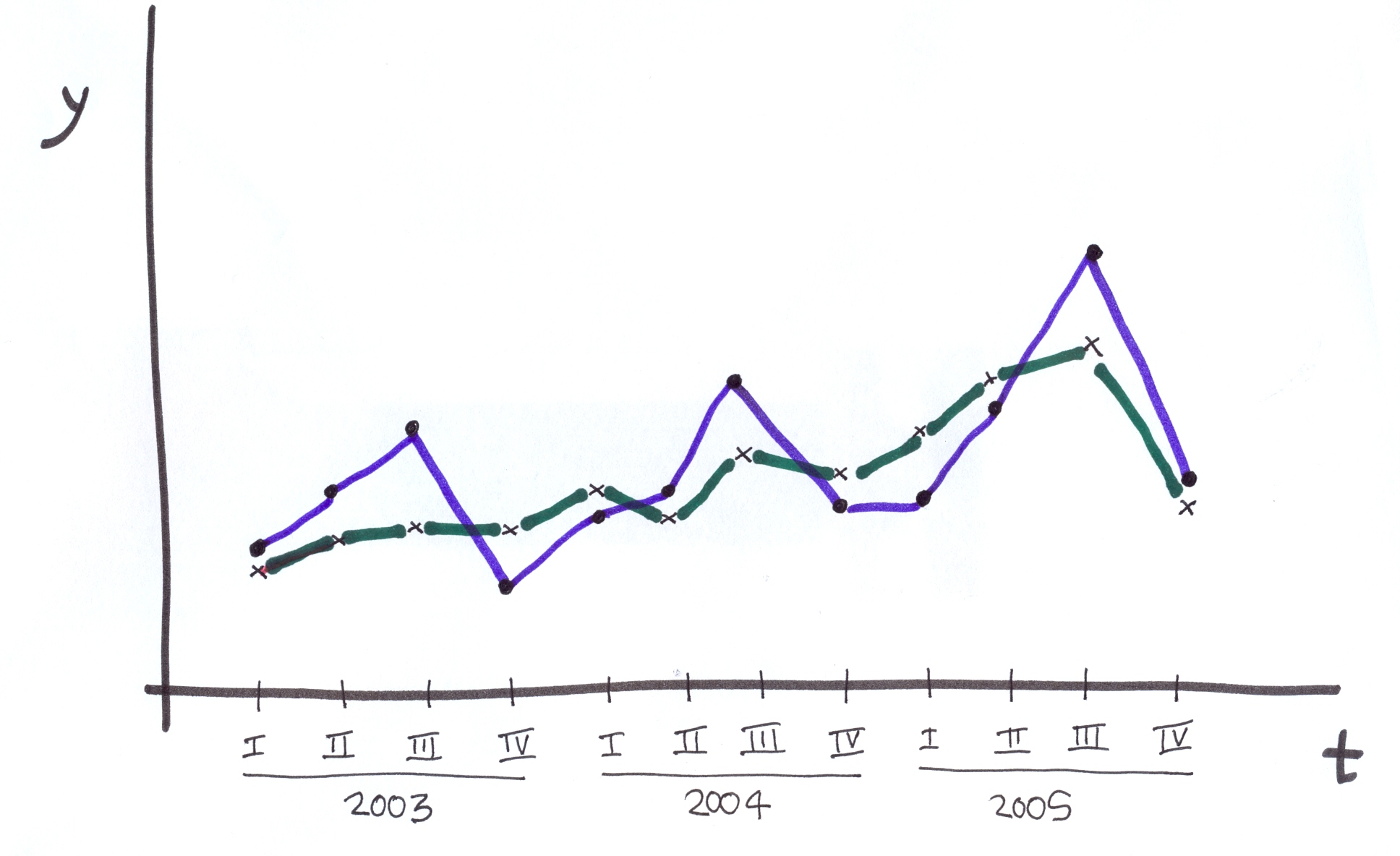
Gráfico de un ajuste estacional 2003 - 2005

Un ajuste estacional, o desestacionalización, es un método estadístico para eliminar efectos estacionales en una serie temporal que exhibe variaciones claramente debidas a la estacionalidad o la época del año.
El objetivo de los ajustes estacionales es eliminar efectos estacionales con el objetivo de analizar la tendencia de una serie temporal y hacer comparaciones de la serie entre momentos arbitrarios, habiendo compensado los efectos estacionales. Así, en muchos datos estadísticos de interés, es común dar los datos desestacionalizados (con los efectos estacionales eliminados), como por ejemplo en la tasa de desempleo, ya que se conoce que las estaciones del año tienen impactos diferentes sobre la actividad económica. Muchos fenómenos económicos tienen ciclos estacionales, como la producción agrícola o los patrones de consumo (por ejemplo, el consumo es mayor en Navidad). Es necesario ajustar esos componentes estacionales para tratar de entender claramente las tendencias, y esa es la principal motivación para desestacionalizar los datos en las estadísticas oficiales.

## Componentes de una serie temporal
La investigación de muchas series temporales de datos económicos y de otro tipo ha mostrado que muchas magnitudes presentan fluctuaciones estacionales, atribuibles sólo a la época del año y no relacionadas directamente con la tendencia general de la magnitud estudiada. Ese hecho ha llevado a analizar las series temporales considerando que están formadas por cuatro componentes:
St: Componente estacional
Tt: Componente tendencial
Ct: Componente cíclico
It: Componente de error.
La diferenciación entre componentes estacionales y cíclicos se basa en las siguientes características:
- Los componentes estacionales tienen una duración conocida, mientras que los componentes cíclicos tienen duraciones a priori desconocidas.
- La duración promedio de un ciclo es usualmente más corta que la de un efecto estacional.
- La magnitud de la variación cíclica es usualmente mucho más variable que la debida a la variación estacional.[3]

## Ajuste estacional
A diferencia de los componentes tendenciales y cíclicos, los componentes estacionales, al menos en teoría, tienen una magnitud similar en cada estación año tras año. Los componentes estacionales de una serie se consideran a veces como poco interesantes además de que dificultan la interpretación de series temporales cortas. Por esa razón su eliminación permite analizar causalmente los otros componentes permitiendo un mejor análisis de las causas que producen la variación dentro de una serie temporal.
Diferentes grupos de investigación estadística han desarrollados diversos métodos de ajuste estacional, por ejemplo X-12-ARIMA fue desarrollado por la Oficina del Censo de los Estados Unidos; TRAMO-SEATS fue desarrollado por el Banco de España; y STAMP fue desarrollado por un grupo liderado por S. J. Koopman. Cada grupo proporciona software que se basa en sus propios métodos. Algunas versiones de estos paquetes de software se incluyen también como partes de paquetes más amplios, y algunos están disponibles comercialmente. Por ejemplo, el SAS incluye el paquete X-12-ARIMA, mientras que Oxmetrics incluye STAMP. Un intento reciente de los Institutos de Estadística para armonizar el ajuste estacional ha dado lugar al desarrollo de Demetra+ por parte de Eurostat y del Banco Nacional de Bélgica que actualmente incluía sólo los paquetes X-12-ARIMA y TRAMO-SEATS.

## Ejemplo
Un ejemplo famoso de variable con efecto estacional es la tasa de desempleo, que habitualmente se representa mediante una serie temporal a lo largo de años. Esta tasa depende muy especialmente de la estación del año, por lo que los efectos estacionales son muy importantes. Esas influencias estacionales pueden deberse a las vacaciones escolares, las actividades de ocio y otros aspectos de la actividad económica influidas por el calendario civil o el tiempo atmosférico. Una vez la influencia estacional se elimina de la serie temporal, la tasa de desempleo puede ser comparada a lo largo de diferentes meses y se pueden hacer predicciones sobre su evolución futura. Además eso permite comprobar qué efectos sobre dicha tasa de empleo son atribuibles a una nueva política o normativa. Muchos institutos de estadística usan algún tipo de software como Demetra+ para obtener los ajustes estacionales.
Cuando el ajuste estacional no se realiza, se puede calibrar el cambio interanual usando el mismo mes como base como medio aproximado de compensar los efectos estacionales. Es decir, si no se dispone de datos desestacionalizados, se está en septiembre de un año, se dispone del dato de paro de agosto y se quiere estimar la variación del paro respecto al año anterior, entonces se toma el dato de paro de agosto del año anterior. 

## Otros usos de "desestacionalización"
De acuerdo con la RAE, el verbo desestacionalizar tiene 2 significadosː
1. Eliminar la estacionalidad de una serie de datos temporales.
2. Hacer que un producto o negocio deje de estar vinculado a un período concreto del año.

El primer significado es el tratado más arriba. El segundo es un objetivo de política económica o empresarial. Se intenta, por ejemplo, desestacionalizar el turismo (concentrado en los meses de verano) para conseguir un mayor aprovechamiento de las infraestructuras turísticas y, por tanto, un mayor producto interior bruto (PIB) sin necesidad de destinar dinero a construir nuevas infraestructuras o ampliar las existentes (se trata de aprovechar, en los meses que se usan poco, las ya existentes). Esta desestacionalización (o ruptura de la estacionalidad) puede conseguirse mediante descuentos en temporada baja, o programas para atraer otro tipo de viajeros. Los viajes del IMSERSO en España llevan muy económicamente a personas mayores a diversos destinos turísticos. Otros sectores que intentan desestacionalizarse son los turrones, los helados (a veces una misma empresa fabrica helados en verano y turrones en invierno) o los juguetes.